# 何塞·比利亚隆加·略伦特
何塞·比利亚隆加·略伦特（西班牙語：José Villalonga Llorente，1919年12月12日—1973年8月8日），常被称作若泽·比利亚隆加（José Villalonga）或贝贝·比利亚隆加（Pepe Villalonga），1950-1960年代著名西班牙足球教练，曾执教过皇家马德里和马德里竞技俱乐部，获得西班牙足球甲级联赛、大元帥杯、拉丁盃和歐洲冠軍球會盃等诸多冠军。1962年成为西班牙国家足球队主教练，率队获得1964年的欧洲国家杯。

## 皇家马德里
1954-1955年赛季伊始，在前一赛季夺冠的皇家马德里队成绩不佳。皇家马德里主席伯纳乌（Santiago Bernabéu Yeste）决定解雇主教练恩里克·费尔南德斯·比奥拉（Enrique Fernandez Viola），当时担任体能教练的比利亚隆加接任主教练。强调纪律的他率领阿尔弗雷多·迪·斯蒂法诺，弗朗西斯科·亨托（Francisco Gento），米格尔·穆尼奥斯等队员获得了当年的西班牙甲级联赛冠军，并战胜了法国的兰斯足球俱乐部，获得当时欧洲赛场的最高荣誉拉丁盃。
随后的1955-1956年赛季皇家马德里在联赛中不敌费迪南德·道奇克（Ferdinand Daučík）执教的毕尔巴鄂竞技，仅获得第三名，但在刚设立的歐洲冠軍球會盃比赛中表现优异，决赛中再次击败老对手兰斯足球俱乐部，获得冠军杯。当时的比利亚隆加不到37岁，準確為36歲另184日，至今仍是获得冠军杯最年轻的教练。1956-1957年赛季比利亚隆加率队再次获得西甲联赛冠军和最后一届拉丁杯，同时在冠军杯决赛中依靠斯蒂法诺和亨托的进球，以2:0战胜佛罗伦萨，蝉联冠军杯，成为“三冠王”。赛季结束后比利亚隆加因与伯纳乌发生矛盾而离开皇马，阿根廷足球教练路尔斯·肯尼基亚接任。

## 马德里竞技
1959年比利亚隆加接替老对手费迪南德·道西克成为马德里竞技主教练。队内有恩里克·考拉（Enrique Collar），米格尔·琼斯（Miguel Jones）等杰出球员。比利亚隆加率队在1960和1961年連續两年在决赛中战胜分别由肯尼基亚和他昔日的队员，后来成为著名教练的穆尼奥斯执教的皇家马德里，取得大元帥盃，并获得1960-1961年赛季联赛亚军。1962年他率队在决赛中战胜佛罗伦萨获得欧洲优胜者杯，但也有资料认为他于1961年已离队，是继任者拉法埃尔·加西亚（Rafael García）率队参加的优胜者杯比赛。

## 西班牙国家足球队
1962年比利亚隆加接替希倫尼奧·靴利拿，被任命为西班牙国家队主教练，率队参加了1962年世界杯，在输给了捷克斯洛伐克和巴西之后，西班牙未能小组出线。1964年比利亚隆加率队参加了在西班牙本土举办的歐洲國家盃決賽週，以路易斯·苏亚雷斯为战术核心的西班牙队在外圍賽战胜了罗马尼亚（兩回合累計7：3）、北愛爾蘭（兩回合累計2：1）和爱尔兰（兩回合累計7：1），準決賽在巴拿貝球場加時賽險勝匈牙利2：1，进入决赛对阵苏联，决赛同樣在巴拿貝球場举行，西班牙凭借赫苏斯·佩雷达（Jesús María Pereda）和马尔塞利诺·马丁内斯（Marcelino Martínez）的入球，以2：1战胜对手，获得歐洲國家盃。直到44年后西班牙国家队才重奪歐洲國家盃。苏亚雷斯曾感慨道：“后来我效力的国家队比1964年那一届要强得多，可结果总是双手空空，那届国家队并不只是优秀队员的集合。”
1966年比利亚隆加率领西班牙队参加了世界杯，首战输给了阿根廷，在2：1战胜瑞士之后，又以1：2输给了哈密特·舍恩（Helmut Schön）执教的西德，小组赛未能出线。比利亚隆加随后离开主教练位置，由刚率领马德里竞技夺取西甲冠军的多梅内克·巴尔曼亚（Domènec Balmanya）接任主教练，他共执教22场，成绩为9胜5和8负。

## 荣誉
皇家马德里 Real Madrid
- 西班牙甲組足球聯賽冠軍﹕1954-1955、1956–1957；
- 拉丁盃冠軍：1955、1957；
- 欧洲冠军联赛冠軍：1955–1956、1956–1957；

马德里竞技 Atlético Madrid
- 西班牙甲組足球聯賽亚軍﹕1960-1961
- 西班牙國王盃冠軍﹕1959-1960、1960-1961
- 欧洲优胜者杯冠軍：1961-1962；

西班牙国家队Spain
- 欧洲足球锦标赛冠军：1964；

## 外部連結
- La Liga stats
- Spain stats